# Özburun, Bolvadin
Özburun là một thị trấn thuộc huyện Bolvadin, tỉnh Afyonkarahisar, Thổ Nhĩ Kỳ. Dân số thời điểm năm 2011 là 2.107 người.